# Kamenec
Kamenec är ett berg i Tjeckien.   Det ligger i regionen Liberec, i den norra delen av landet, 110 km nordost om huvudstaden Prag. Toppen på Kamenec är 1 238 meter över havet. Kamenec ingår i Zlaté návrší.
Terrängen runt Kamenec är huvudsakligen kuperad.Runt Kamenec är det glesbefolkat, med 14 invånare per kvadratkilometer. Närmaste större samhälle är Rokytnice nad Jizerou, 7,3 km söder om Kamenec. I omgivningarna runt Kamenec växer i huvudsak blandskog.